# 松本町 (横浜市)
松本町（まつもとちょう）は、神奈川県横浜市神奈川区の町名。現行行政地名は松本町1丁目から松本町6丁目（字丁目）。住居表示未実施区域。

## 地理
神奈川区の南部に位置し、東西に細長い区域である。東に反町、南東に上反町、南に泉町、南西に松ケ丘と三ツ沢東町、北西に三ツ沢下町、北に栗田谷と接している。主として国道1号北側の商店街からなる。

## 歴史

### 沿革
- 1932年（昭和7年）1月1日 - 青木町の一部を分離し、松本町を新設。横浜市神奈川区松本町となる[6]。
- 1961年（昭和36年）2月16日 - 反町地区の土地区画整理事業[7]に伴い、反町の一部を松本町に編入。上反町、松ケ丘、泉町との境界を変更[8]。
- 1970年（昭和45年）6月1日 - 三ツ沢地区の住居表示の実施に伴い、松本町の一部を三ツ沢下町、三ツ沢東町へ編入[9]。
- 2000年（平成12年）10月23日 - 栗田谷・斎藤分町地区の住居表示の実施に伴い、松本町の一部を栗田谷へ編入[10]。

## 世帯数と人口
2025年（令和7年）6月30日現在（横浜市発表）の世帯数と人口は以下の通りである。
| 丁目        | 世帯数    | 人口    |
| ----------- | --------- | ------- |
| 松本町1丁目 | 418世帯   | 639人   |
| 松本町2丁目 | 360世帯   | 507人   |
| 松本町3丁目 | 472世帯   | 729人   |
| 松本町4丁目 | 276世帯   | 455人   |
| 松本町5丁目 | 226世帯   | 362人   |
| 松本町6丁目 | 91世帯    | 144人   |
| 計          | 1,843世帯 | 2,836人 |

### 人口の変遷
国勢調査による人口の推移。
| 年                 | 人口  |
| ------------------ | ----- |
| 1995年（平成7年）  | 2,578 |
| 2000年（平成12年） | 2,382 |
| 2005年（平成17年） | 2,505 |
| 2010年（平成22年） | 2,514 |
| 2015年（平成27年） | 2,501 |
| 2020年（令和2年）  | 2,889 |

### 世帯数の変遷
国勢調査による世帯数の推移。
| 年                 | 世帯数 |
| ------------------ | ------ |
| 1995年（平成7年）  | 1,287  |
| 2000年（平成12年） | 1,248  |
| 2005年（平成17年） | 1,373  |
| 2010年（平成22年） | 1,439  |
| 2015年（平成27年） | 1,491  |
| 2020年（令和2年）  | 1,797  |

## 学区
市立小・中学校に通う場合、学区は以下の通りとなる（2024年11月時点）。
| 丁目        | 番・番地等 | 小学校               | 中学校               |
| ----------- | ---------- | -------------------- | -------------------- |
| 松本町1丁目 | 全域       | 横浜市立青木小学校   | 横浜市立栗田谷中学校 |
| 松本町2丁目 | 全域       | 横浜市立青木小学校   | 横浜市立栗田谷中学校 |
| 松本町3丁目 | 全域       | 横浜市立青木小学校   | 横浜市立松本中学校   |
| 松本町4丁目 | 全域       | 横浜市立三ツ沢小学校 | 横浜市立松本中学校   |
| 松本町5丁目 | 全域       | 横浜市立三ツ沢小学校 | 横浜市立松本中学校   |
| 松本町6丁目 | 全域       | 横浜市立三ツ沢小学校 | 横浜市立松本中学校   |

## 事業所
2021年（令和3年）現在の経済センサス調査による事業所数と従業員数は以下の通りである。
| 丁目        | 事業所数  | 従業員数 |
| ----------- | --------- | -------- |
| 松本町1丁目 | 61事業所  | 256人    |
| 松本町2丁目 | 35事業所  | 169人    |
| 松本町3丁目 | 51事業所  | 276人    |
| 松本町4丁目 | 38事業所  | 221人    |
| 松本町5丁目 | 25事業所  | 195人    |
| 松本町6丁目 | 11事業所  | 103人    |
| 計          | 221事業所 | 1,220人  |

### 事業者数の変遷
経済センサスによる事業所数の推移。
| 年                 | 事業者数 |
| ------------------ | -------- |
| 2016年（平成28年） | 233      |
| 2021年（令和3年）  | 221      |

### 従業員数の変遷
経済センサスによる従業員数の推移。
| 年                 | 従業員数 |
| ------------------ | -------- |
| 2016年（平成28年） | 1,453    |
| 2021年（令和3年）  | 1,220    |

## 交通

### 鉄道
- 鉄道は町域にはないが、東急東横線反町駅が東側に接して（上反町）所在している。

### 道路
- 国道1号（横浜新道）

### バス
- 横浜新道沿いに横浜市営バスと神奈川中央交通が運行している。

## 施設
- 横浜反町郵便局[20]

## その他

### 日本郵便
- 郵便番号 : 221-0841[3]（集配局：神奈川郵便局[21]）

### 警察
町内の警察の管轄区域は以下の通りである。
| 丁目        | 番・番地等 | 警察署       | 交番・駐在所 |
| ----------- | ---------- | ------------ | ------------ |
| 松本町1丁目 | 全域       | 神奈川警察署 | 反町交番     |
| 松本町2丁目 | 全域       | 神奈川警察署 | 反町交番     |
| 松本町3丁目 | 全域       | 神奈川警察署 | 反町交番     |
| 松本町4丁目 | 全域       | 神奈川警察署 | 反町交番     |
| 松本町5丁目 | 全域       | 神奈川警察署 | 反町交番     |
| 松本町6丁目 | 全域       | 神奈川警察署 | 反町交番     |